# 14074 Riccati
14074 Riccati este un asteroid din centura principală de asteroizi.

## Descriere
14074 Riccati este un asteroid din centura principală de asteroizi. A fost descoperit pe 11 iulie 1996 la Observatorul San Vittore din Bologna. Asteroidul prezintă o orbită caracterizată de o semiaxă mare de 3,05 ua, o excentricitate de 0,09 și o înclinație de 9,8° în raport cu ecliptica.